# Midsummer Records
Midsummer Records ist ein deutsches Independent-Label aus der saarländischen Stadt St. Wendel, das sich auf die verschiedensten Spielarten des Punk spezialisiert hat. Gründer des Unternehmens ist Tim Masson.
Den Vertrieb der Tonträger, welche über das Label veröffentlicht werden, übernimmt die deutsche Zweigstelle des britischen Musikunternehmens Cargo Records. Bekannte Gruppen, die bereits mit Midsummer Records zusammenarbeiteten sind Grace.Will.Fall, The Hirsch Effekt, Redcraving, Thoughts Paint the Sky, The Satellite Year, Trailer Park Sex und City Light Thief.

## Künstler
- A Saving Whisper
- Akela
- Allein der Tag
- An Early Cascade
- Ashes of Pompeii
- The August
- b.abuse
- Baby Lou
- Caleya
- City Light Thief
- Create.Use.Shatter
- Dead Flesh Fashion
- December Youth
- Forkupines
- Ghost of a Chance
- GR:MM
- Grace.Will.Fall
- Great Escapes
- Having Trouble Breathing
- The Hirsch Effekt
- I Am Oak
- Kefka Palazzo
- Kim Janssen
- Kismet
- Meadow Saffron
- The Millboard Message
- Redcraving
- The Satellite Year
- Six Days of Calm
- The Tourist
- Thinner
- This April Scenery
- Tim Vantol
- Thoughts Paint the Sky
- Todd Anderson